# Swordfish (U-Boot, 1932)
HMS Swordfish (Kennung: 61S) war ein Unterseeboot der britischen Royal Navy, das im Zweiten Weltkrieg zum Einsatz kam.

## Geschichte
Der Kiel des U-Boots mit der Rumpfnummer „61S“ wurde am 1. Dezember 1930 in der Marinewerft von Chatham aufgelegt. Die Swordfish (engl.: Schwertfisch) war das Typschiff des gleichnamigen ersten Bauloses der S-Klasse. Der Stapellauf erfolgte am 10. November 1931, die Indienststellung am 28. November 1932. Die Swordfish gehörte zu einem der fortschrittlichsten U-Boot-Typen ihrer Zeit. Die Boote der S-Klasse waren schwer bewaffnet, wiesen eine mittlere Größe sowie eine ausgezeichnete Manövrierfähigkeit auf und konnten sehr schnell tauchen (die hierfür benötigte Zeit war nur halb so lang wie bei einem deutschen VIIc-Boot).
Nach dem Beginn des Zweiten Weltkriegs fuhr das von Leutnant C. B. Crouch kommandierte U-Boot mehrere Patrouillen in der Nordsee und im Ärmelkanal. Am 14. September 1939 wurde es in der Nähe von Aberdeen (Schottland) von seinem Schwesterschiff Sturgeon angegriffen, das die Swordfish mit einem deutschen U-Boot verwechselt hatte. Glücklicherweise verfehlten die Torpedos jedoch ihr Ziel. Bei einer Patrouille vor der norwegischen Küste fuhr das U-Boot am 20. April 1940 vor Larvik einen erfolglosen Angriff auf den deutschen Frachter Santos (5.943 BRT). Am 28. Juli 1940 barg es eine Gruppe von Norwegern, die vor den deutschen Besatzern ihres Heimatlandes geflohen waren, von der Yacht Maski. Nach der Übernahme der Männer versenkte die Swordfish das Schiff mit Artilleriefeuer. Am 1. Oktober attackierte das vor Cherbourg kreuzende U-Boot erfolglos die beiden deutschen Torpedoboote Falke und Kondor.
Am 7. November 1940 lief die Swordfish, nun unter dem Kommando von Leutnant M. A. Langley, DSC, aus dem Hafen von Portsmouth aus. Das U-Boot sollte die vor Ushant im Ärmelkanal kreuzende Usk ablösen, erreichte aber sein Ziel nie und verschwand mit seinen 40 Mann Besatzung spurlos. Man vermutete, dass es von einem deutschen Zerstörer versenkt worden sei, fand jedoch lange Zeit keine genauere Hinweise auf sein Schicksal.

## Wiederentdeckung des Wracks
Das Wrack der Swordfish wurde 1983 durch den Taucher Martin Woodward südlich von St Catherine’s Point, Isle of Wight, auf der Position 50° 28′ 47″ N, 1° 21′ 57″ W in 36 m Tiefe entdeckt. Offensichtlich hat die Explosion einer Seemine das U-Boot in zwei Teile zerrissen. Der Rumpf ist vor dem Bordgeschütz abgebrochen, der vordere Teil liegt auf der Backbordseite, während der hintere Teil aufrecht auf dem Meeresgrund steht. Die vorderen Tiefenruder stehen auf Tauchposition, und der Brückentelegraf zeigt „Langsame Fahrt voraus“. Die hintere Ausstiegsluke steht offen. Demzufolge könnten einige Besatzungsmitglieder den Untergang zunächst überlebt und einen Fluchtversuch unternommen haben. Seit 2006 ist die Swordfish durch den „Protection of Military Remains Act“ von 1986 als „Protected Place“ geschützt. Das Wrack darf zwar von außen durch Taucher betrachtet werden, aber das Eindringen, das Sammeln von Souvenirs oder die Vornahme von Bergungsarbeiten ist verboten.